# CES Cardenal Cisneros
El Centro de Enseñanza Superior Cardenal Cisneros (CES Cardenal Cisneros), conocido anteriormente como Colegio Universitario Cardenal Cisneros, es un centro privado de educación superior español fundado en 1971, como centro adscrito a la Universidad Complutense de Madrid (UCM), y propiedad de la Comunidad de Madrid. Se encuentra administrada por el patronato de la Fundación Universitaria Fray Francisco Jiménez de Cisneros.
Es uno de los centro adscritos más antiguos de España, y sus titulaciones son expedidas directamente por la Universidad Complutense de Madrid.
La sede del centro se encuentra situada en el céntrico barrio madrileño de Salamanca, y ofrece titulaciones de grado, postgrado y otros estudios, entre los que destaca la Universidad de Mayores Cardenal Cisneros, que ofrece Seminarios, Cursos y Conferencias destinados a este tipo de alumnado. Se centra, en mayor medida, en el área de Derecho y Ciencias Sociales.
El director actual del centro es Raúl Canosa Usera, catedrático de Derecho Constitucional en la Universidad Complutense de Madrid. También ha sido Decano de la Facultad de Derecho de esta misma universidad.
Cuenta con medio siglo de experiencia en la docencia de estudios superiores relacionados con el Derecho, la Psicología y la Administración de Empresas, así como Marketing y RRHH.

## Estudios
| Grados                  | Posgrados            | Otros Estudios   |
| ----------------------- | -------------------- | ---------------- |
| Grado de Derecho        | Acceso a la Abogacía | Criminología     |
| Grado de ADE            | Psicología Sanitaria | Gestión RRHH     |
| Grado de Psicología     | -                    | Experto Coaching |
| Doble Grado Derecho+ADE | -                    | Otros (ver más)  |

## Historia
El Colegio Universitario Cardenal Cisneros, es el más antiguo de los constituidos en Madrid al amparo de la Ley General de Educación de 1970. Fue promovido por el Patronato de Obras Docentes de la Secretaría General del Movimiento, que ostentaba la titularidad del mismo, y fue reconocido provisionalmente por Orden del Ministerio de Educación y Ciencia de 14 de septiembre de 1971. Este singular origen dio lugar a que, desde el inicio de sus actividades, no se integrara jurídicamente en la Administración del Estado actuando en régimen de entidad privada, sin sujeción a la legislación de la época, que regulaba las entidades estatales autónomas.
El Decreto 2551/1972, de 21 de julio, sobre Colegios Universitarios y, en aplicación de este, el Decreto 2656/1973, de 5 de octubre, por el que se aprobaba la adaptación del Colegio Universitario “Cardenal Cisneros” de Madrid, adscrito a la Universidad Complutense de Madrid (UCM), supusieron su reconocimiento definitivo, la aprobación de sus primeros Estatutos, la adscripción a la Universidad Complutense, a efectos académicos, y la autorización para impartir enseñanzas de primer ciclo de diversas facultades.
De conformidad con dichas normas, el Colegio quedaba configurado como un ente de tipo institucional, regido por la voluntad de la entidad promotora manifestada en los Estatutos, con fines de interés general, primordialmente educativos, con autonomía financiera, dirigido y administrado por un Patronato de diez miembros, y sujeto a la tutela administrativa, en determinadas materias.
El colegio universitario se mantuvo en funcionamiento desde entonces, sobre la base normativa reseñada, sin que la reforma del ordenamiento jurídico posterior a la promulgación de la Constitución de 1978 y la consiguiente desaparición de su entidad titular, la Secretaría General del Movimiento, diera lugar a una regularización de su estatus jurídico. La Administración del Estado, a través del Ministerio de Cultura, asumió su titularidad sin proceder a su integración en la estructura administrativa estatal, ni promover transformación alguna. El colegio continuó desarrollando su actividad, a lo largo de los años.
Su titularidad fue traspasada a la Comunidad de Madrid en virtud del Real Decreto 680/1985, de 19 de abril. Ya en el ámbito autonómico madrileño, los Decretos 47/1989, de 16 de marzo, por el que se determina la composición del Patronato y 88/1993, de 29 de julio, de modificación parcial del anterior, se limitaron a modificar la constitución del Patronato como órgano de gobierno, dando entrada como miembros natos del mismo a los máximos representantes de la autoridad educativa de la Comunidad de Madrid.
En 1998, durante el gobierno regional de Alberto Ruiz-Gallardón, se constituyó la Fundación Universitaria Fray Francisco Jiménez de Cisneros para el gobierno y administración del centro.